# Fiumi Giardino - Sagittario - Aterno - Sorgenti del Pescara
Fiumi Giardino - Sagittario - Aterno - Sorgenti del Pescara este o arie protejată (arie specială de conservare — SAC, sit de importanță comunitară — SCI) din Italia întinsă pe o suprafață de 288 ha, integral pe uscat.

## Localizare
Centrul sitului Fiumi Giardino - Sagittario - Aterno - Sorgenti del Pescara este situat la coordonatele 42°08′47″N 13°49′55″E / 42.146389°N 13.831944°E.

## Înființare
Situl Fiumi Giardino - Sagittario - Aterno - Sorgenti del Pescara a fost declarat sit de importanță comunitară în iunie 1995 pentru a proteja 13 specii de animale. Situl a fost protejat și ca arie specială de conservare în decembrie 2018.

## Biodiversitate
Situată în ecoregiunea mediteraneană, aria protejată conține 10 habitate naturale: Pajiști uscate seminaturale și facies de acoperire cu tufișuri pe substraturi calcaroase (Festuco-Brometalia) (* situri importante pentru orhidee), Ape puternic oligomezotrofe cu vegetație bentonică cu Chara spp., Liziere de ierburi înalte hidrofile de câmpie și de nivel montan până la alpin, Pseudostepă cu ierburi și specii anuale de Thero-Brachypodietea, Cursuri de apă de la nivel de câmpie la nivel montan, cu vegetație Ranunculion fluitantis și Callitricho-Batrachion, Formațiuni de Juniperus communis pe lande sau pajiști calcaroase, Lacuri eutrofice naturale cu vegetație de tip Magnopotamion sau Hydrocharition, Râuri mediteraneene cu debit permanent cu specii de Paspalo-Agrostidion și galerii riverane de Salix și de Populus alba, Galerii de Salix alba și de Populus alba, Păduri de stejar alb estice.
La baza desemnării sitului se află mai multe specii protejate:
- păsări (3): pescăruș albastru (Alcedo atthis), ciocârlie-cu-degete-scurte (Calandrella brachydactyla), stârc pitic (Ixobrychus minutus)
- amfibieni (3): Bombina pachypus, Salamandrina terdigitata, Triturus carnifex
- nevertebrate (2): Coenagrion mercuriale, Osmoderma eremita
- pești (4): Barbus tyberinus, cicar (Lampetra planeri), Rutilus rubilio, salmo cettii (Salmo cetti)
- reptile (1): șarpele cu patru dungi (Elaphe quatuorlineata)

Pe lângă speciile protejate, pe teritoriul sitului au mai fost identificate 8 specii de plante, 13 specii de nevertebrate.